# Unken
Unken è un comune austriaco di 1 964 abitanti nel distretto di Zell am See, nel Salisburghese.

## Monumenti e luoghi d'interesse
- Castel Oberrain